# Laurentius Stenzler
Laurentius Stenzler (* 31. Juli 1698 in Greifswald; † 8. Februar 1778 in Greifswald; eigentlich Lorenz Stenzler) war ein evangelischer Theologe und schwedisch-pommerscher Generalsuperintendent.

## Leben und Wirken
Laurentius Stenzler war der Sohn des Bürgers Joachim Stenzler und der Margarete Rheinke, der Tochter eines Greifswalder Böttchers. Nach dem Schulbesuch in Anklam immatrikulierte er sich zu Ostern 1716 an der Universität Greifswald zum Studium der Sprachen, Geschichte, Philosophie, Mathematik, Astronomie und Theologie. Zwei Jahre studierte er auch an der Universität Jena.
Von 1725 bis 1736 wirkte Stenzler als Konrektor in seiner Heimatstadt Greifswald. Im Jahre 1731 promovierte er zum Magister und wurde 1737 Professor der Logik und Metaphysik und 1738 Doktor der Theologie. Im Jahre 1741 erhielt er die Berufung zum Professor der Theologie und zum Pfarrer an St. Marien in Greifswald.
Nach 22 Jahren in diesem Amt wurde er – als Nachfolger von Jakob Heinrich von Balthasar – zum Generalsuperintendenten von Vorpommern berufen. Dieses Amt übte er bis zu seinem Tode im 80. Lebensjahr aus. Am 16. Februar 1778 wurde er in der St. Marien-Kirche zu Greifswald beigesetzt. Sein Nachfolger wurde Bernhard Friedrich Quistorp.
Laurentius Stenzler war seit 1737 mit Ida Auguste Lütkemann, der Tochter des Generalsuperintendenten Timotheus Lütkemann, verheiratet.